# زيزون (درعا)
زيزون هي قرية تابعة لبلدة تل شهاب في ناحية المزيريب جنوب سوريا ويبلغ سكانها 6000 نسمة، وتشتهر بارتفاعها وشلالاتها أيضا وهي مقصد يقصده السياح من العرب والمواطنين السوريين والأجانب تبعد عن تل شهاب 5 كيلو متر .